# Oxbridge
Oxbridge er et portmanteau af Oxford og Cambridge, de to ældste, rigeste og mest berømte universiteter i Storbritannien. Begrebet bruges til at omtale dem som en samlet enhed i modsætning til andre britiske universiteter, og som en bredere betegnelse for at beskrive de karakteristika som forbindes med de to univeristeter, hvilket ofte er overlegen social eller intellektuel status eller elitisme.
Selvom begge universiteter blev grundlagt fore mere end 800 år siden, så er begrebet Oxbridge relativt nyt. I William Makepeace Thackerays roman Pendennis, udgivet i 1850, går hovedpersonen på det fiktive Boniface College, Oxbridge. Ifølge Oxford English Dictionary er dette første gang ordet optræder. Virginia Woolf brugte det i hendes essay A Room of One's Own (1929) og citerede Thackeray. Begrebet blev brugt i Times Educational Supplement i 1957, og året efter i Universities Quarterly.
Når de to universiteter omtales ved deres fulde navn er det som "Oxford and Cambridge", hvilket er rækkefølgen de blev grundlagt i. En notabel afvigelse fra dette Tokyos Cambridge and Oxford Society; hvilket sandsynligvis er fordi Cambridge Club blev grundlagt først og også havde flere medlemmer end modstokket fra Oxford, da de blev slået sammen i 1905.